# Tarp (Denemarken)
Tarp is een plaats in de Deense regio Zuid-Denemarken, gemeente Esbjerg, en telt 1379 inwoners (2007).